# Mont Linas

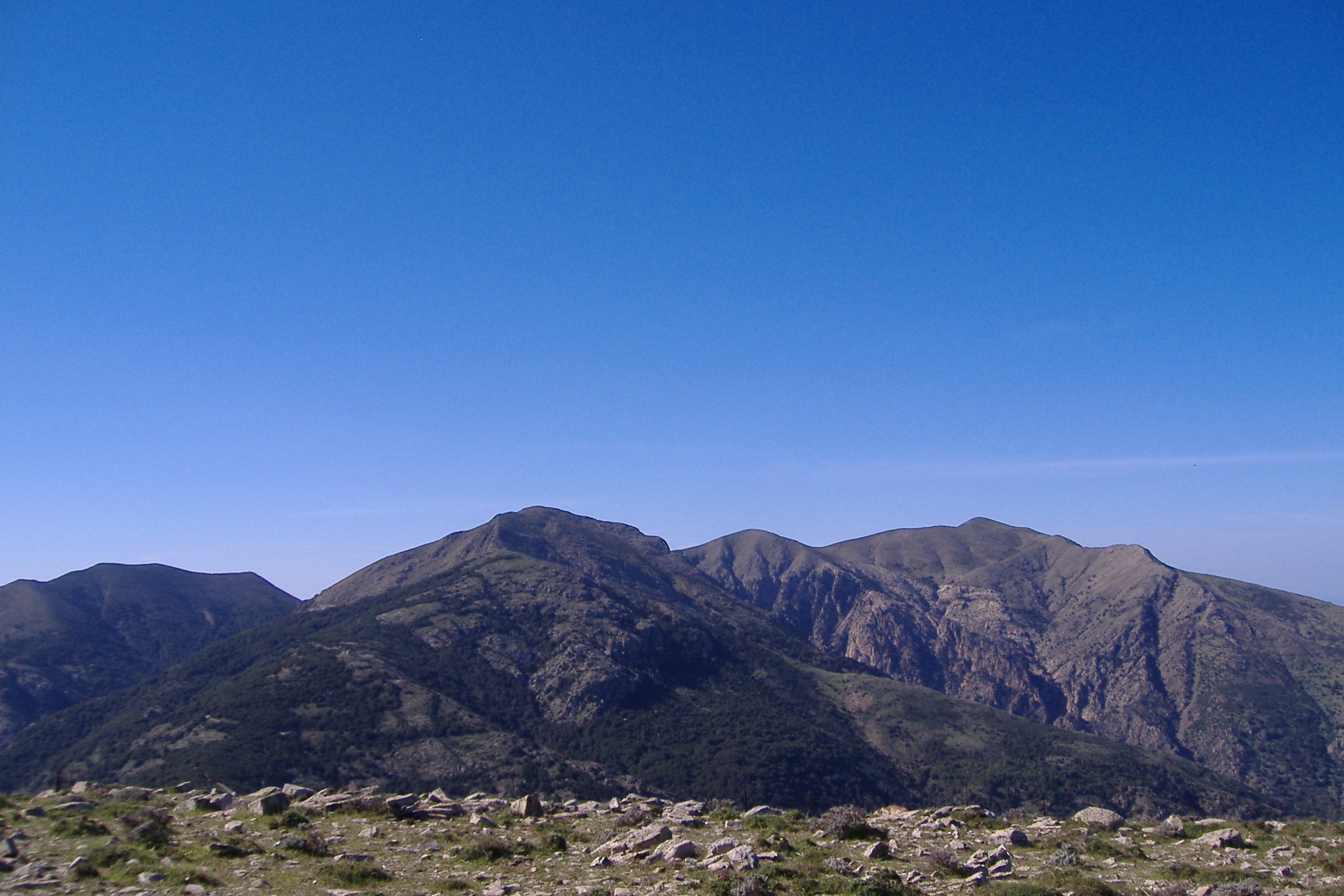
Mont Linas

Le mont Linas est un groupe montagneux de la Sardaigne sud-occidentale.
Le massif est en grande partie de formation granitique : il est caractérisé par de nombreux sites miniers, surtout de plomb et de zinc. Les sommets les plus élevés sont ceux de :
- Perda de sa Mesa, (1 236 m) ;
- mont Lisone (1 082 m) ;
- punta di San Miali (1 062 m) ;
- punta Magusu (1 023 m).

Le massif qui faisait partie de la Comunità montana n° 18, désormais dissoute par délibération de la  Giunta Regionale n. 11/13 du 20 mars 2007, s'étend sur environ 1 000 km2 comprend les communes de :
- Arbus ;
- Gonnosfanadiga ;
- Guspini ;
- Pabillonis ;
- San Gavino Monreale ;
- Sardara ;
- Vallermosa ;
- Villacidro.

## Tourisme
L'offre  touristique comprend surtout des excursions et l'agrotourisme.

## Source
- (it) Cet article est partiellement ou en totalité issu de l’article de Wikipédia en italien intitulé « Monte Linas » (voir la liste des auteurs).